# Pont Jacques Gabriel
Die Pont Jacques Gabriel ist eine Brücke über die Loire in Blois, Département Loir-et-Cher, Frankreich. Sie verbindet das Stadtzentrum mit der Avenue Wilson am Südufer der Loire und ist in Blois nach wie vor einer der wichtigsten Übergänge über die Loire.

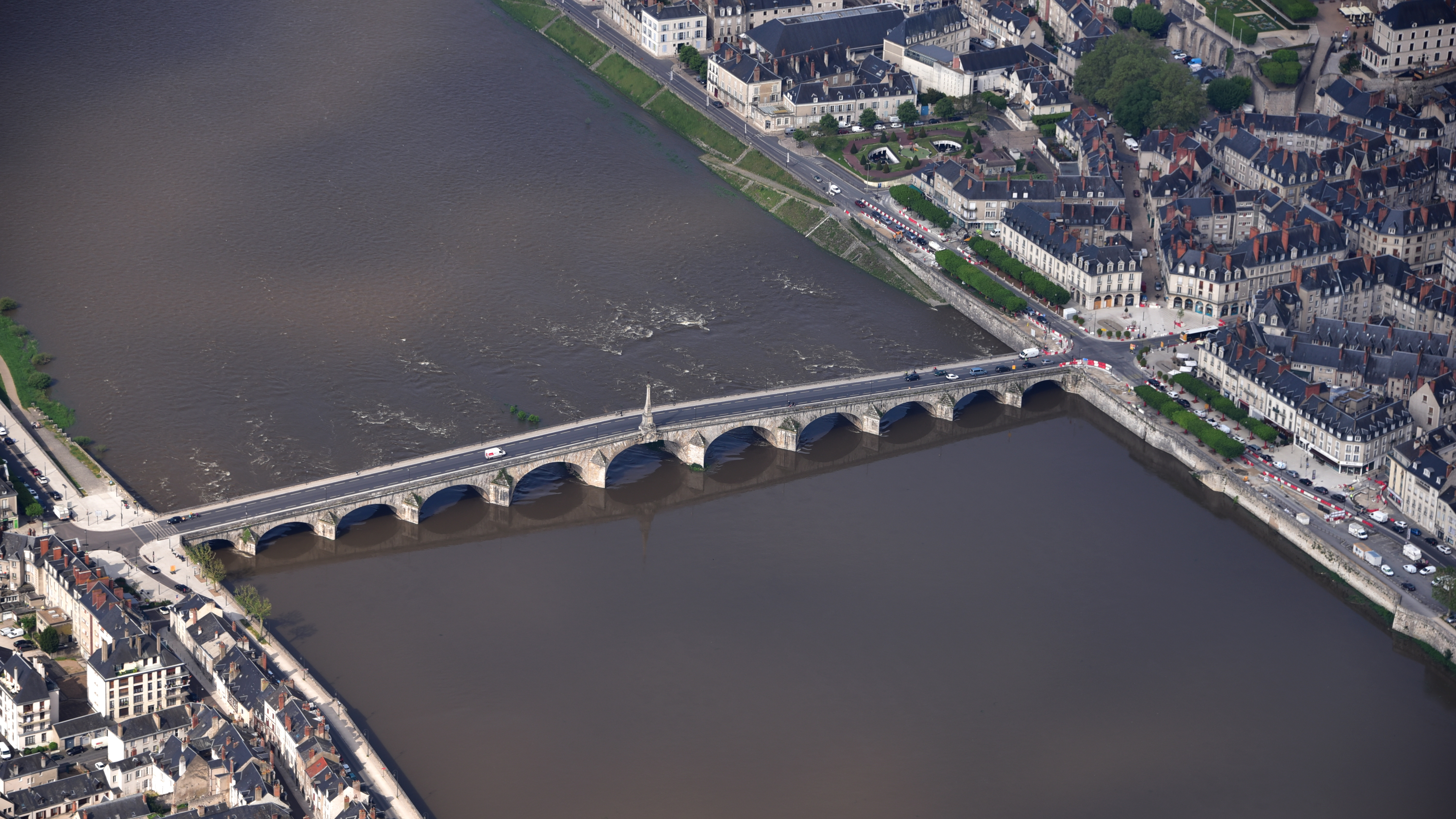
Pont Jacques Gabriel, Luftaufnahme (2016)

## Beschreibung
Die Pont Jacques Gabriel ist eine 283 m lange und 15 m breite Steinbogenbrücke mit 11 Rundbögen mit unterschiedlichen Spannweiten. Der mittlere Bogen hat mit 26,30 m die größte Spannweite. Die Pfeiler haben unterschiedliche Stärken zwischen 4,85 m und 6,82 m. Die Fahrbahndecke hat ihren höchsten Punkt auf dem mittleren Bogen, der von einer 14,6 m hohen Pyramide gekrönt ist, und fällt zu beiden Ufern mit einem deutlichen Gefälle ab. Die Fahrbahn ist in drei Fahrspuren und je einen Radweg eingeteilt. Nachdem die Radwege angelegt wurden, gibt es nur noch einen Gehweg auf einer Seite. Die Brücke ist von massiven Steinbrüstungen eingefasst.

## Geschichte
Nachdem die mittelalterliche Brücke 1716 zerstört worden war, begannen die Arbeiten an der jetzigen Brücke unter der Leitung des Architekten Jacques Gabriel. Sie wurde 1724 fertiggestellt. Die Brücke ist die letzte der Loire-Brücken mit einer zur Mitte hin ansteigenden Fahrbahn. Zur Erleichterung des Verkehrs wurden danach möglichst flache Brückendecken angestrebt.
Im Lauf der Geschichte wurden mehrere Brückenbögen zerstört und anschließend wieder aufgebaut.